# 土屋暁春
土屋 暁春（つちや きょうしゅん、慶応2年（1866年）- 昭和9年（1934年）1月1日）は、明治時代の浮世絵師。

## 来歴
河鍋暁斎の門人。姓は石崎、後に土屋氏を継いだ。名は久米次郎または粂次郎。青々暁春と号す。江戸に生まれており、神田紺屋町に住んでいた。作画期は明治中期から後期であった。父の石崎房吉が暁斎と深い親交があったため、兄の守蔵とともに幼時より暁斎の門に入って絵を学んだ。14、5歳のころ、既に独立の志を抱き、暁斎の意思に従わなかったので、師に疎まれ、後には出入りもできなくなった。しかし、暁春は師を慕い、その画法を研究、絵画共進会及び博覧会があるごとに作品を出品、しばしば褒状を得ることがあった。
暁斎は明治11年（1878年）に制作した「暁斎絵手本画巻」を暁春に与えている。明治12年（1879年）には、暁春は暁斎とともに川越に遊歴している。明治17年（1884年）に渡辺小華らによって設立された東洋絵画会が主催して行われた明治19年（1886年）春の年次展には、「観音」、「山水」の2点を出品している。この展覧会は農商務省が全面的に後援していた。また、明治22年（1889年）、日本美術協会主催の「絵画品評会」に「山間ノ茅屋ニ柳樹アリ」を出品しており、明治24年（1891年）の日本青年絵画協会　臨時研究会に出品した「雲中老子」が五等褒状を得、明治25年（1892年）、日本美術協会の「秋季美術展覧会」において「膳臣虎図」で褒状二等、翌明治26年（1893年）の「秋季美術展覧会」において「秋坡白兎図」で褒状三等を受賞している。同年の第2回日本青年絵画協会にも作品を出品、明治30年（1897年）秋に開催された日本絵画協会　第3回絵画共進会には「寿命象の図」を出品している。さらに明治34年（1901年）10月から12月に開催された第11回日本絵画協会　第6回日本美術院　連合絵画共進会」に2点の作品を出品しており、「茶畠」で三等褒状を受賞している。享年69。法名は寿正院暁春信士。

## 参考図書
- 河鍋暁斎翁伝　飯島虚心、ぺりかん社、1984年
- 暁斎　第66号　河鍋暁斎記念美術館、2000年